# Световой колодец
Световой колодец (англ. light tube or light pipe) — оборудование для освещения помещений при помощи естественного солнечного света. Световой колодец представляет собой трубу, передающую солнечный свет с минимальными потерями. Простейший вариант светового колодца — отверстие в потолке, например, тундюк в юрте.
Солнечные колодцы применяются для освещения как промышленных, так и жилых зданий в дневное время суток. Могут применяться в больших промышленных зданиях: складах, цехах, подземных помещениях и т. д.
Световой колодец диаметром 300 мм способен освещать площадь 8 м². Один колодец позволяет в европейских условиях предотвратить ежегодный выброс в атмосферу до 7,4 тонн СО2.
Световые колодцы с оптоволокном разработаны в 2004 году в США. В верхней части такого колодца применяются параболические коллекторы.
Применение солнечных колодцев позволяет сократить потребление электроэнергии, в зимнее время — сократить дефицит солнечного света у людей, находящихся в здании.

## Устройство
Конструкция солнечного колодца аналогична перископу, с той разницей, что колодцу нет необходимости передавать изображение.
Простейший световой колодец для развивающихся стран — это двухлитровая бутылка из прозрачного пластика, заполненная водой, в крыше.
Для более эффективной передачи света в помещение используют более продвинутые устройства. На крыше или на внешней стене здания прикрепляют собиратель света, представленный прозрачным куполом из стекла или акрила. Задача верхней части — собрать как можно больше солнечного света. Для этого применяются различные коллекторы, рефлекторы и даже линзы Френеля. Свет передаётся по колодцу с большей эффективностью, если колодец прямой и короткий. Если колодец имеет углы, повороты, или большую длину, то часть света рассеивается. Для минимизации потерь применяются прозрачные материалы с большой отражающей способностью (например, оптоволокно). Нижняя часть выводится в помещение, где устанавливаются устройства, рассеивающие солнечный свет.

## Галерея
- Световой колодец на станции метро в Берлине. Верхняя часть
- Нижняя часть колодца